# Ordre impérial de Léopold
Pour les articles homonymes, voir Ordre de Léopold (homonymie).
Ne doit pas être confondu avec Ordre de Léopold.
L’ordre impérial autrichien de Léopold (en allemand, Der Österreichisch-Kaiserliche Leopold-Orden, ou plus communément Leopoldsorden), créé le 8 janvier 1808 par l'empereur d'Autriche François Ier d'Autriche, est un ordre militaire et civil autrichien.
Un temps envisagé sous le nom de Rudolfsorden (en référence à Rodolphe Ier du Saint-Empire), puis sous celui de Franzensorden (d'après son créateur), l'ordre a finalement été nommé ordre de Léopold en référence à Léopold II d'Autriche, le père de François Ier.

## Insignes et grades
L'ordre de Léopold est divisé en trois grades :
- grand-croix ;
- commandeur (lui-même divisé en commandeur de première classe et commandeur) ;
- chevalier.

L'insigne de l'ordre est une croix pattée à huit pointes au centre de laquelle figure un médaillon portant les lettres dorée F.I.A. (Franciscus Imperator Austriae) entourées de la devise de l'ordre, Integritati et Merito (Honnêteté et Raison). Sur le revers, figure la devise de Léopold II Opes regum corda subditorum (Les actes du roi gagnent le cœur de ses sujets) entourée d'une couronne de feuilles de chêne. Sur les premières croix, entre 1808 et 1818, les branches de la croix étaient reliées par trois feuillages de chêne. La croix est suspendue à une couronne d'empereur d'Autriche. La croix est émaillée de rouge bordé de blanc, couleurs reprises par le ruban. L'insigne des grands-croix est intégré au milieu d'une étoile argentée à huit pointes.
En 1860, une modification est créée pour les militaires : deux branches de laurier sont ajoutées sous la couronne impériale. Plus tard, des épées d'or (pour les trois grades) ou d'argent (commandeurs et grand-croix) ont été croisées sous la croix (grands-croix et commandeurs) ou sur le ruban (chevalier). Des diamants pouvaient être rajoutés sur la grand-croix. Seules quatre personnes ont reçu cette distinction.
L'ordre de Léopold n'a pas été décerné depuis 1918.
Le dernier récipiendaire, le comte Ernst von Silva-Tarouca, a reçu la décoration le 11 novembre 1918 des mains de Charles Ier d'Autriche, quelques heures avant son retrait des affaires publiques.

## Personnalités distinguées par l'Ordre
- Charles-Maurice de Talleyrand-Périgord ;
- Arnaud Rogé, général, chevalier en 1815 ;
- Louis-François Lejeune ;
- Charles-Louis Huguet de Sémonville ;
- Charles Claude Jacquinot ;
- François Kolowrat ;
- Pierre de Montesquiou-Fezensac ;
- Guillaume Gratry ;
- Lothar von Arnauld de La Perière ;
- Franz Joachim Liechtenstein ;
- Abbas II Hilmi ;
- Carl Philipp von Wrede ;
- Stepan Stepanovitch Andreevski ;
- Ilya Mikhaïlovitch Douka ;
- Imre Mikó, comte de Hidvég, grand-croix ;
- Jean-Baptiste Philibert Vaillant ;
- Louis-Victor de Caux de Blacquetot ;
- Constantin Cantacuzino (Caïmacan) ;
- Hans Georg von Plessen ;
- Ludwig von Fautz, chevalier de l'ordre impérial de Léopold
- Henri Conneau, chevalier de l'ordre impérial de Léopold, médecin particulier de l'empereur Napoléon III;
- Franz Freiherr von Bandiera;
- Wilhelm Lenk von Wolfsberg;
- Alexis L'Hotte, général, commandeur en 1876[1].
- Jean-Baptiste de Nompère de Champagny, grand cordon en 1810[2]
- Bernard Pierre Magnan, maréchal de France, commandeur en 1823 ;
- Ira Aldridge (1807-1867), acteur anglo-américain surnommé le « African Roscius ».